# Heinz Ulrich (Schauspieler)
Heinz Ulrich (eigentlich: Heinz Gaede; auch: Heinz Ulrich Gaede; * 10. Februar 1917 in Hannover; † 26. November 1973) war ein deutscher Schauspieler mit Wirkungsort hauptsächlich in seiner Geburtsstadt.

## Leben
Heinz Gaede wurde mitten im Ersten Weltkrieg mutmaßlich in Hannover geboren als Sohn des Schauspielers und Regisseurs Max Gaede (1882–1969), der ihn auch im Schauspiel unterrichtete.
Noch als junger Mann erhielt Heinz Gaede – nun mitten im Zweiten Weltkrieg – im Alter von etwa 25 Jahren im Jahr 1942 sein erstes Engagement in der Stadt Neisse in Oberschlesien.
Nach dem Krieg arbeitete Heinz Gaede beziehungsweise Heinz Ulrich als Schauspieler im Ballhof in Hannover, der nach der Wiederherstellung als Theater jahrzehntelang einzigen nicht-privaten Theaterspielstätte in der niedersächsischen Landeshauptstadt. Daneben wirkte Heinz Gaede zeitweilig beim Film.

## Filmografie
- 1961: Ein Außenseiter
- 1961: Onkel Harry
- 1961: Erinnerst du dich?
- 1962: Becket oder die Ehre Gottes
- 1963: Jahre danach
- 1963: Der arme Bitos oder Das Diner der Köpfe
- 1966: Geibelstraße 27
- 1966: Jegor Bulytschow und andere
- 1967: Peter Schlemihls wundersame Geschichte
- 1968: Ein Mann namens Harry Brent
- 1969: Der große Tag der Berta Laube
- 1970: Eine große Familie
- 1970: Trauer muß Elektra tragen
- 1971: Deutschstunde
- 1971: Paul Esbeck
- 1971: Dreht euch nicht um – der Golem geht rum
- 1971: Tatort: Ein ganz gewöhnlicher Mord
- 1972: Finito l'amor
- 1973: Der Fall von nebenan (Fernsehserie, eine Folge)
- 1973: Tatort: Frankfurter Gold
- 1974: Sechs Wochen im Leben der Brüder G.
- 1974: Griseldis

## Hörspiele
- 1952: Ernst Drolinvaux: Wie Serenissimus belieben. Ein höfisches Intermezzo – Regie: Klaus Stieringer
- 1953: Nikolai Semjonowitsch Leskow: Der Mensch im Schilderhaus – Regie: Heinrich Koch
- 1953: Cay Dietrich Voss: Die Fliegen des Inspektors Jones. Eine spannende Geschichte – Regie: Nicht bekannt